# Le Journal du peuple

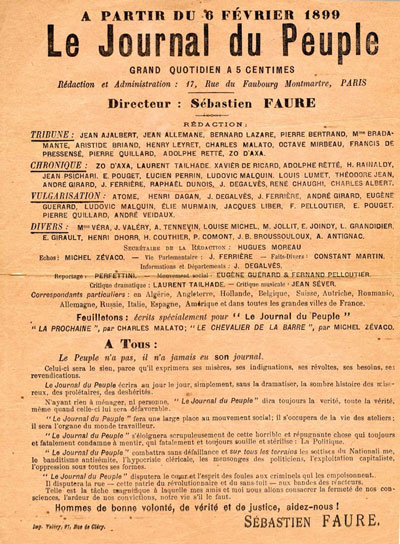
Le Journal du peuple

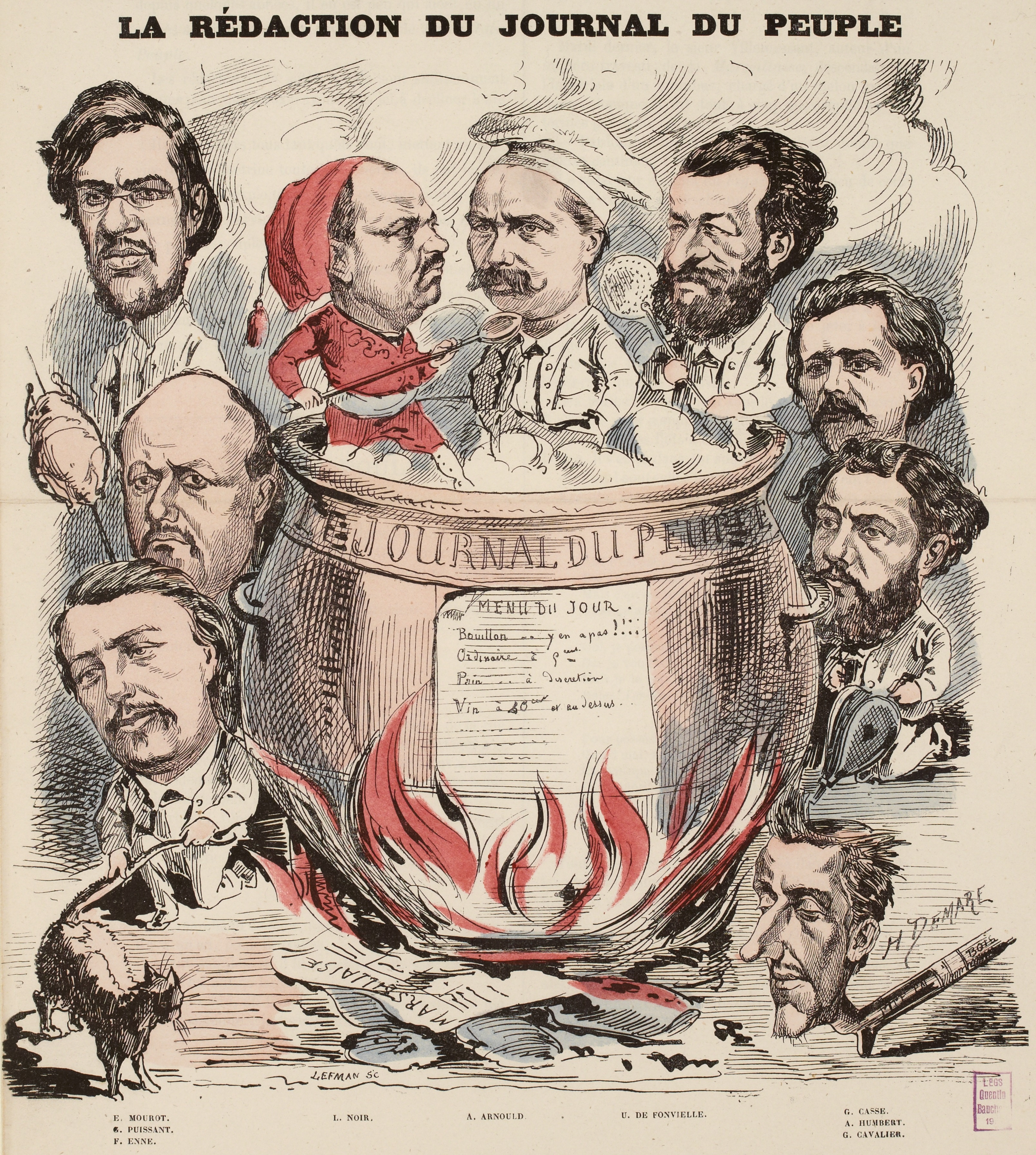
Redaktion des Journal du peuple (Henri Demare)

Le Journal du peuple (Die Zeitung des Volkes) war eine anarchistische Zeitung in Frankreich, die 1870 und von 1890 bis 1899 bestand.

## Geschichte
Le Journal du peuple wurde von Henri Rochefort und seinen Mitarbeitern Arthur Arnould, Louis Noir und Ulric de Fonvielle gegründet und erschien zwei Monate lang (1. Juli 1870 bis 6. September 1870). In den Tagen vor dem Sturz des Kaiserreichs wurde die Zeitung eingestellt.
Sébastien Faure (mit Louis Matha als Geschäftsführer) übernahm die Zeitung 1899 (6. Februar 1899 bis 3. Dezember 1899) als Beilage – zunächst – zu Le Libertaire illustré und ersetzte für ein Jahr Le Libertaire und Le Père Peinard. Diese anarchistische Tageszeitung, die auf dem Höhepunkt der Dreyfus-Affäre gegründet wurde, wurde hauptsächlich über Bernard Lazare vom Komitee zur Verteidigung gegen den Antisemitismus finanziert und wurde zur Tribüne der Dreyfusards.

## Mitarbeiter
Die tägliche Arbeit an der Zeitung oblag hauptsächlich den Anarchisten sowie Gewerkschaftern wie Fernand Pelloutier und Eugène Guérard. Daneben schrieben eine Vielzahl von Schriftstellern und Theoretikern.